# 300226 Francocanepari
300226 Francocanepari este o planetă minoră (asteroid), cu un diametru de 6,162 km, din centura de asteroizi. A fost descoperită pe 13 decembrie 2006 la osservatorio astronomico della Montagna Pistoiese⁠(d) de Luciano Tesi⁠(d). 
Obiectul prezintă o orbită caracterizată de o semiaxă mare de 3,1537200188668 UAi, o excentricitate de 0,22934024536369, o înclinație de 10,72558295945 ° în raport cu ecliptica.